# Wyścigi kotów

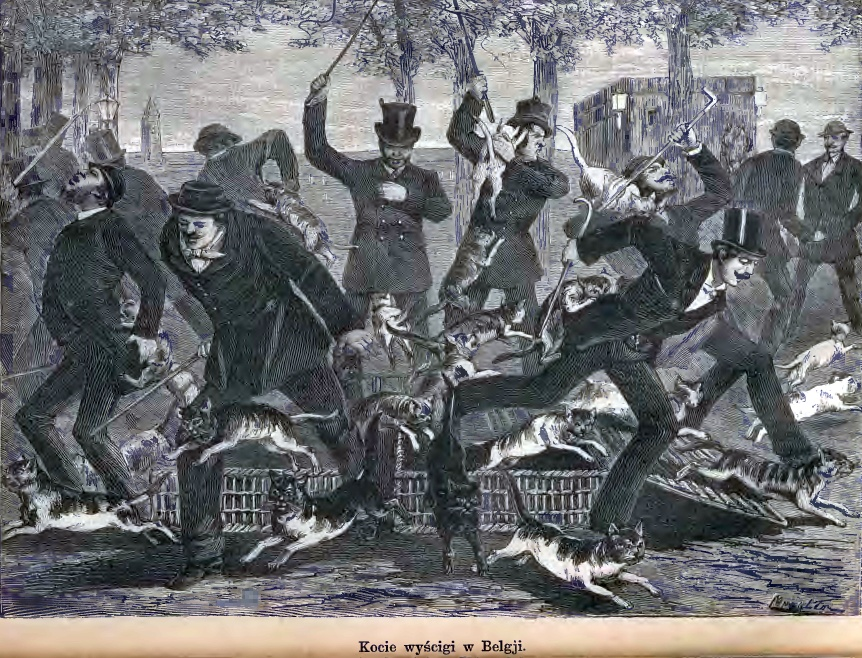
Rycina opublikowana w piśmie „Nowy Czas” (1883) przedstawiająca niefortunny moment wypuszczenia kotów, które zaatakowały uczestników zawodów.

Wyścigi kotów – zwyczaj karnawałowy praktykowany w XIX wieku początkowo na przedmieściach Liège, a później także w innych miastach belgijskich. Były to zawody, w których brały udział koty przywożone przez właścicieli na zabawę karnawałową. Zwierzęta rejestrowano, każde otrzymywało tabliczkę z numerem i o północy wszystkie jednocześnie wypuszczano. Zwyciężał kot, który pierwszy dotarł do domu. Właściciel zwycięskiego kota otrzymywał nagrodę, którą była zwykle szynka, kiełbasa, srebrna łyżeczka lub inny drobiazg. Zawody cieszyły się zainteresowaniem publiczności, gdyż przestraszone zwierzęta trzymane w koszach lub workach i nagle wypuszczone na wolność często rzucały się na właścicieli i sędziów, drapiąc ich dotkliwie.
Wyścigi kotów opisał m.in. Harrison Weir w wydanej w Londynie w 1889 roku książce Our Cats And All About Them. Podał w niej informację, że wyścigi kotów w roku 1860 wygrało niewidome zwierzę. W 1883 roku wydawane w Cieszynie w języku polskim pismo „Nowy Czas” również zamieściło opis kocich wyścigów wraz z ilustracjami.
W roku 1936 w Wielkiej Brytanii powrócono do idei kocich wyścigów i w miejscowości Portesham powstał liczący 220 jardów tor wyścigowy, zbudowany podobnie jak te służące wyścigom chartów. Wabikiem dla zwierząt były elektryczne myszy. Zawody nie cieszyły się zainteresowaniem i zaniechano ich pod koniec lat czterdziestych XX wieku. Ostatni wyścig kotów odbył się w roku 1949 w hrabstwie Kent.